# Cela (arquitetura)

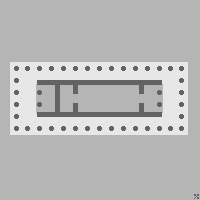
Plano de um templo com sua cela em destaque (área escurecida)

Cela (em latim: cella) ou nau (em grego: ναός; romaniz.: naós; lit. "templo") era a estrutura central dum templo clássico na qual alocava-se a estátua da divindade.